# Kopište
Kopište – bezludna wyspa w Chorwacji, na Morzu Adriatyckim.
Leży na zachód od wyspy Lastovo. Zajmuje powierzchnię 1,5 km². Jej wymiary to 2 × 0,9 km. Długość linii brzegowej wynosi 7,7 km. Najwyższy punkt wyspy znajduje się na wysokości 93 m n.p.m. Kopište sąsiaduje z wysepkami Pod Kopište i Crnac. Zatoki wyspy to Presma, Donja i Orlina.